# Zevenbergschen Hoek
Cet article possède un paronyme, voir Zevenbergen (homonymie).
Zevenbergschen Hoek est un village situé dans la commune néerlandaise de Moerdijk, dans la province du Brabant-Septentrional. Le 1er janvier 2008, Zevenbergschen Hoek comptait 1 610 habitants.